# Esiliiga 2024
Die Esiliiga 2024 war die 34. Spielzeit der zweithöchsten estnischen Fußball-Spielklasse der Herren. Sie begann am 2. März und endete am 10. November 2024.

## Modus
Die Liga umfasste wie in der Vorsaison zehn Teams. Jede Mannschaft spielte jeweils viermal an 36 Spieltagen gegeneinander.
Der Tabellenerste stieg direkt in die Meistriliiga auf, der Zweitplatzierte spielte in der Relegation gegen den Neunten der Meistriliiga. U-21 Teams sind nicht aufstiegsberechtigt. Der Letzte und Vorletzte stiegen in die drittklassige Esiliiga B ab, der Achte musste in die Relegation.

## Vereine
| Verein                   | Stadt    | Stadion                | Kapazität |
| ------------------------ | -------- | ---------------------- | --------- |
| FC Flora Tallinn U-21    | Tallinn  | A. Le Coq Arena        | 10.5000   |
| JK Tallinna Kalev U-21   | Tallinn  | Kadrioru staadion      | 5.000     |
| Viimsi JK                | Viimsi   | Viimsi staadion        | 2.000     |
| Tartu JK Welco           | Tartu    | Tamme staadion         | 1.600     |
| JK Tabasalu              | Tabasalu | Tabasalu staadion      | 1.500     |
| FC Tallinn               | Tallinn  | Lasnamäe spordikeskuse | 1.200     |
| FCI Levadia Tallinn U-21 | Tallinn  | Maarjamäe staadion     | 1.000     |
| Harju JK Laagri          | Laagri   | Laagri kunstmuru       | 1.000     |
| FC Elva                  | Elva     | Elva linnastaadion     | 0400      |
| Paide Linnameeskond U-21 | Paide    | Paide linnastaadion    | 0268      |

## Abschlusstabelle
| Pl. | Verein                     | Sp. | S  | U  | N  | Tore    | Diff. | Punkte |
| --- | -------------------------- | --- | -- | -- | -- | ------- | ----- | ------ |
| 1.  | Harju JK Laagri (A)        | 36  | 22 | 12 | 2  | 110:420 | +68   | 78     |
| 2.  | Viimsi JK                  | 36  | 22 | 9  | 5  | 075:420 | +33   | 75     |
| 3.  | FC Flora Tallinn U-21      | 36  | 20 | 6  | 10 | 096:550 | +41   | 66     |
| 4.  | Tartu JK Welco (N)         | 36  | 16 | 12 | 8  | 070:440 | +26   | 60     |
| 5.  | FC Tallinn                 | 36  | 15 | 8  | 13 | 067:540 | +13   | 53     |
| 6.  | FC Levadia Tallinn U-21    | 36  | 13 | 5  | 18 | 060:710 | −11   | 44     |
| 7.  | JK Tallinna Kalev U-21 (N) | 36  | 11 | 9  | 16 | 072:870 | −15   | 42     |
| 8.  | FC Elva                    | 36  | 10 | 11 | 15 | 047:620 | −15   | 41     |
| 9.  | Paide Linnameeskond U-21   | 36  | 7  | 4  | 25 | 047:121 | −74   | 25     |
| 10. | JK Tabasalu                | 36  | 4  | 4  | 28 | 035:101 | −66   | 16     |

Platzierungskriterien: 1. Punkte – 2. mehr zugesprochene Siege – 3. direkter Vergleich (Punkte, Tordifferenz, geschossene Tore) – 4. Siege – 5. Tordifferenz – 6. geschossene Tore – 7. Fair-Play
| (A) | Absteiger aus der Meistriliiga 2023 |
| (N) | Neuaufsteiger aus der Esiliiga B    |

## Relegation
Aufstieg
Der Neuntplatzierte der Meistriliiga traf auf den Zweitplatzierten der Esiliiga. Die Spiele fanden am 24. und 30. November 2024 statt.
|           | Gesamt |                   | Hinspiel | Rückspiel |
| --------- | ------ | ----------------- | -------- | --------- |
| Viimsi JK | 1:2    | JK Tallinna Kalev | 1:1      | 0:1 n. V. |

Beide Vereine blieben in ihren jeweiligen Ligen.
Abstieg
Der Achtplatzierte der Esiliiga traf auf den Drittplatzierten der Esiliiga B. Die Spiele fanden am 17. und 24. November 2024 statt.
|                    | Gesamt |         | Hinspiel | Rückspiel |
| ------------------ | ------ | ------- | -------- | --------- |
| Tallinna JK Legion | 0:9    | FC Elva | 0:3      | 0:6       |

Beide Vereine blieben in ihren jeweiligen Ligen.